# Spring Creek, South Dakota
Spring Creek är en ort i Todd County, South Dakota, USA.